# Árpáden

Wappen der Árpáden, das zum Hauptbestandteil des Wappens von Ungarn wurde

Die Árpáden waren die erste Herrscherfamilie Ungarns, deren Angehörige das Land von 1001 bis 1301 als Könige regierten. Ihr Name geht auf den ersten ungarischen Großfürsten Árpád († 907) zurück. Er vereinigte von 890 an die Stämme der Magyaren, die damals am Unterlauf der Donau siedelten. Unter seiner Herrschaft begann 896 die Landnahme der Ungarn im Karpatenbogen.
Noch vor Árpád und der Ansiedlung der Magyaren in den Karpatenbogen etablierte Álmos (ca. 820–895) die Macht seiner Familie über die verschiedenen finno-ugrischen und türkischen Stämme. Damals lebten diese Völker noch in dem Land der Chasaren. Hier wurde Álmos' Sohn Árpád zum Großfürst gewählt.
892 zogen die Magyaren an der Seite des ostfränkischen Herrschers Arnolf von Kärnten gegen das Mährerreich in den Krieg, dann an der Seite des byzantinischen Kaisers Leo VI. gegen die Bulgaren.

## Ursprung der Dynastie
Unter den Nomaden in Asien war es üblich, dass in den Herkunftssagen ihrer Herrscherdynastien unterschiedliche Tiere eine wichtige Rolle spielten (siehe auch Dschingis Khan). Die Herkunft der Árpáden ist im Traum von Emese beschrieben, welcher in zwei Versionen existiert.

### Der Traum der Emese
Schriftlich berichtete darüber zuerst der namentlich unbekannte Verfasser der Gesta Hungarorum, der sich im Prolog als P. dictus magister (P., Magister genannt) bezeichnet, im 13. Jahrhundert, im 14. Jahrhundert erschien eine weitere Version. Es handelt sich um eine totemistische Sage. In der ersten Version wird Emese im Traum von einem Falken geschwängert. In der anderen Version war Emese bereits schwanger, als sie der Falke in ihrem Traum besuchte (Das altungarische Wort für Falke heißt turul, welches eigentlich aus dem Turkischen stammt). Der Turul-Vogel war das Symbol der Árpádendynastie, später wurde er das Symbol für ganz Ungarn.
So schreibt man über den Traum von Emese im 14. Jahrhundert, am Hof von König Béla:
„Im Jahre 819 des Herrens Verkörperung […] heiratete Ügyek, der adeligste Herrscher aller Skythen Emese, die Tochter von Eunedubelianus […] in Dentümogyer. Emese brachte einen Sohn zur Welt, den sie Álmos nannten […], denn als Emese das Kind erwartete, sah sie einen Falken in ihrem Traum. Der Falke gab Emese zur Kenntnis, dass von ihrem Schoß eine Quelle entspringt, und von ihrem Mutterleib Könige stammen werden, die sich aber nicht in ihrem Land vermehren werden. Traum heißt auf Ungarisch álom, deshalb nannten sie das Kind Álmos.[…]“
Zwar leiten sich die Árpádenkönige von Álmos ab, doch der Namensgeber der Dynastie ist derjenige Großfürst, der die sieben ungarischen Stämme (und die Kabaren, die jedoch keine Magyaren waren) in den Karpatenbogen einführte: Árpád, der Sohn von Álmos.

### Namensgeber
Auch über die Herkunft des Namens Álmos gibt es mehrere Theorien. Das lateinische almus hat die Nebenbedeutung heilig. Es ist aber auch möglich, dass im Namen von Álmos das turkische Wort für nehmen steckt (vergl. türk.: almak, aser.: almaq, usb.: eltmoq, turkmen.: almak). Als Álom bezeichnet man im Ungarischen den „Traum“.
Anonymus erwähnt 819 als Geburtsjahr von Álmos, das ziemlich zutreffend sein kann, denn nach Schätzungen der modernen Forschung datiert man die Geburt um 820.
Emese, der Name von Álmos' Mutter (Eme heißt im Altungarischen Mutter, während Emese Mütterchen bedeutet) und der lateinisch klingende Name des Vaters, Eunedubelianus, scheinen spätere Ergänzungen zu sein, die die Chronisten in die Sage einfügten. Wer tatsächlich die Eltern von Álmos waren, darüber gibt es keine genauen Angaben. Es gibt Theorien, dass der Vater Ügyek oder Előd hieß. Da aber Előd im Ungarischen Vorfahre und Ügyek im Altungarischen heilig heißt, scheinen diese Namen auch eher fiktiv zu sein.

### Siedlungsgebiete
Vor 830 erwähnen die Chroniken fast nie die Magyaren, danach dagegen taucht das Volk (eigentlich die Völker) immer öfter in den schriftlichen Quellen auf. Diese Tatsache lässt darauf schließen, dass die Magyaren in dieser Zeit in der südrussisch-südukrainischen Steppe erschienen, wo sie sich bis zur Ansiedlung im Karpatenbogen aufhielten. Álmos könnte also gegen 820 irgendwo an der Wolga geboren worden sein. (Die von Anonymus erwähnten Namen Skythien und Dentümogyer helfen nicht weiter. Skythien war nämlich damals die allgemeine Beschreibung der Siedlungsgebiete aller Nomaden, während Dentümogyer bis heute nicht gefunden wurde). Jedenfalls lebte Álmos irgendwo nördlich des Schwarzen Meeres.

### Die ungarischen Stämme und das Großfürstentum

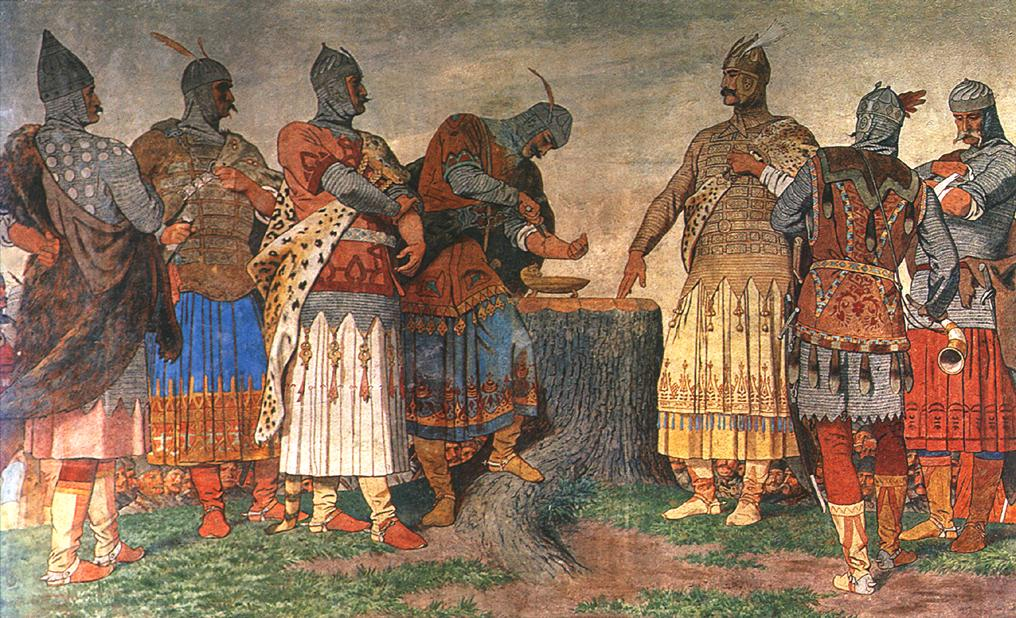
Die sieben Magyarenfürsten schließen ihren so genannten Blutvertrag, mit dem sie die sieben Stämme vereinigen. Gemälde von Bertalan Székely

Konstantin VII. berichtete ausführlich über die Magyaren. Er erwähnt die sieben Stämme: Nyék, Megyer(i), Kürtgyarmat, Tarján, Jenő, Kér(i), Keszi, doch aus den Chroniken des byzantinischen Kaisers geht nicht hervor, welchen Stamm Álmos führte. Anfangs waren diese Stämme unter der Führung eines Mannes, den die Chroniken Levedi oder Levedias nennen. Ein Bruch unter den Stämmen erfolgte, als sie gegen 840/850 unter der Herrschaft der Chasaren eine Niederlage in einer Schlacht gegen den Petschenegen erlitten. Ein Teil der Magyaren wanderte dann südlich, in Richtung Persien, während die anderen nach Westen zogen, zu einem Ort, der bei Konstantin Etelküzü genannt wird. Dort, einer chasarischen Forderung nachgebend, übergab Levedi die Führung an Álmos' Sohn Árpád, der damals bei den Magyarenfürsten beliebt war.
Wiederum sind die Chroniken aber ungenau. Wenn die Aufforderung der Chasaren tatsächlich gegen 850 erfolgte, wäre Árpád erst zehn Jahre alt gewesen, hätte also nicht zum Großfürsten gewählt werden können. Auf jeden Fall gab es vor Álmos mehrere Fürsten und Führer der Magyaren, während nach Álmos die Chroniken immer nur von einem einzigen Herrscher berichten. Nach Anonymus' Gesta Hungarorum fand eine Großfürstenwahl in Skythien statt, bei der sie Álmos zum Großfürsten ernannten. Da aber Álmos mehrere Söhne hatte, musste Árpád seine Brüder von der Macht ausschließen. Vermutlich löste er das durch Gewalt. Es erging aber auch eine Botschaft nach Konstantinopel, mit der sie bekanntgaben, dass die Großfürsten der Magyaren immer von den Nachkommen Árpáds ausgewählt werden sollten. Dadurch ist es möglich, dass in den Chroniken über den Großfürsten Álmos eher weniger geschrieben ist.
Nach den Chroniken war 895 Árpád der Großfürst der in den Karpatenbogen strömenden Magyaren, der den Titel gyula besaß. Gyula war damals der Titel derjenigen, die über die eigentliche militärische Macht der Magyaren verfügten. Der sakrale Führer der alten Magyaren hieß
Künde (Kende). Aus den Berichten der Chroniken über Álmos' Tod und Begräbnis kann man schließen, dass Álmos den Titel künde besaß.

## Herrschaftstradition und -weitergabe
Unter den verschiedenen Stammesführern spielten die Arpaden vermutlich schon während der Landnahme eine wichtige, sicher aber von etwa 900 an eine herausgehobene Rolle. Nach der Niederlage auf dem Lechfeld 955 setzte sich ihre alleinige Herrschaft durch.
Die Weitergabe des Herrschaftsanspruchs innerhalb der Dynastie scheint zunächst nach dem in Osteuropa üblichen Senioratsprinzip erfolgt zu sein, seit der Zeit von Géza im ausgehenden 10. Jahrhundert durch Primogenitur in der männlichen Linie. Dabei spielte eine Rolle, dass das Seniorat als heidnische, die Primogenitur aber als christliche Praxis angesehen wurde. Zugleich gestaltete sich die Durchsetzung der Primogenitur im 11. und frühen 12. Jahrhundert als schwierig, da kaum geeignete, überlebende Königssöhne vorhanden waren, so dass erneut männliche Nachkommen der erweiterten Dynastie einbezogen werden mussten.
Zudem bestand eine gewisse Tradition der Herrschaftsteilung. Innerhalb des ungarischen Kerngebiets handelte es sich dabei um das Instrument des ducatus, bei dem der König seinem Bruder einen Teil des Landes übergab. Dieses wurde 1107 nach erheblichen Auseinandersetzungen abgeschafft, aber in Gestalt der Herrschaft über Kroatien und Dalmatien wurde es im 12. Jahrhundert erneut angewendet sowie im 13. Jahrhundert in Transsilvanien und Slawonien.

## Die ersten Herrscher
Als sich die Ungarn in dem Karpatenbogen gegen 895 niederließen, führten sie regelmäßige Raubfeldzüge gegen die westlichen Länder Europas. Nach der Niederlage in der Schlacht auf dem Lechfeld 955 unter Führung von Bulcsú und Lehel (siehe auch Ungarneinfälle) wurde dem Großfürsten klar, dass sich die Magyaren ins christliche Europa integrieren mussten, falls sie einen stabilen Staat haben wollten. Großfürst Géza (ca. 970-997) schloss mit Otto I. in Quedlinburg 973 Frieden und übernahm das Christentum.
Árpáds vierter Nachfolger, Großfürst Vajk (* 975 bei Gran; † 15. August 1038 in Buda), ließ sich Ende des 10. Jahrhunderts auf den Namen Stephan taufen. Er nahm im Jahr 1001 eine von Papst Silvester II. übersandte Krone an und wurde als Stephan der Heilige zum Begründer des ungarischen Königtums. Silvester II. verlieh dem König von Ungarn auch den Titel Apostolischer König. Die Könige aus dem Hause Árpád, und alle ihre Nachfolger als Träger der Heiligen Stephanskrone Ungarns bis 1918 werden daher „Apostolische Könige“ genannt.
Seine Dynastie regierte Ungarn, bis sie 1301 mit König Andreas III. in männlicher Linie ausstarb. Nach Jahren innerer Wirren setzte sich 1308 mit Karl I. das Haus Anjou als neue Herrscherdynastie durch.

## Der Vazul-Zweig (1046–1095)
Nach Stephan I. blieb das Königreich Ungarn ohne Árpádenkönige; für eine kurze Periode herrschte Peter Orseolo, ein in Venedig geborener Arpade weiblicher Linie, auf dem ungarischen Thron. Seine Herrschaft bewerteten viele Zeitgenossen als Tyrannei. Peter regierte mit der Unterstützung deutscher Ritter, was die Ablehnung des ungarischen Adels verstärkte. König Peters Regierung (1038–1041, bzw. 1044–1046) wurde vorübergehend von der Herrschaft Samuel Abas (1041–1044) unterbrochen, einem ebenfalls aus weiblicher Abstammung hervorgegangenen Mitglied der Dynastie.
Eine Verschwörung unter Führung des Hauptmanns Viska mit dem Ziel, die Söhne des Arpaden Vazul, Andreas, Béla, zu inthronisieren, schlug fehl und wurde von Samuel niedergeschlagen. Unabhängig von dieser Verschwörung ging eine ähnliche Bewegung von Csanád, wohl unter der führung von Bischof Gerhard von Csanád. Auf dieser Grundlage kehrten die Vazul-Söhne Andreas und Levente aus der Kiewer Rus nach Ungarn zurück, wo sie im Spätsommer 1046 einen vor allem von heidnischen Bevölkerungsgruppen getragenen Aufstand auslösten. Peter wurde vom Thron gestoßen und geblendet. Es ist fraglich, ob er dabei auch starb; manche Quellen berichten nämlich, dass Peter erst 1059 starb, nachdem er im Exil 1055 die bayrische Prinzessin Judith von Schweinfurt zur Ehefrau genommen hatte.
Von den Brüdern Andreas und Levente wurde erwartet. Levente starb noch im Jahre 1046, und Andreas wurde gekrönt. Dieser setzte gegen den Widerstand seiner vormaligen Verbündeten die christliche Ordnung durch und stabilisierte seine Macht. So etablierte er die Macht des Vazul-Zweiges der Árpáden in Ungarn. Sie blieben bis 1095 auf dem ungarischen Thron, als Ladislaus I. starb.
Árpádenherrscher des Vazul-Zweiges:
- András I.
- Béla I.
- Salamon
- Géza I.
- László I. der Heilige

## Der Kálmán (Koloman)-Zweig (1095–1131)
Der Kálmán oder Koloman-Zweig besteht nur aus zwei Königen, Vater und Sohn.
Koloman, der ältere Sohn Gézas I. war der einzige Árpádenkönig, der priesterliche Erziehung bekam. Das spiegelte sich dann in seiner Regierung wider. Er setzte Stephans I. Traditionen fort, gab viele Gesetze heraus, vollendete die Konsolidation des Königreichs und eroberte Kroatien und Dalmatien. Er war der einzige Árpádenkönig, der lesen und schreiben konnte und in dessen Hof sich ein blühendes Kulturleben entwickelte.
Kolomans Sohn, Stephan, war das genaue Gegenteil seines Vaters. Seine Fähigkeiten waren eher bescheiden; unter seiner Regierungszeit isolierte sich das Königreich außenpolitisch. Stephan II. verlor sein Prestige als König und musste sich auf die Unterstützung der Petschenegen verlassen, die er in das Land einlud.
In den letzten Jahren seiner Regierungszeit war Stephan II. oft krank, konnte deshalb die königliche Macht nicht unbegrenzt ausüben. Am Ende seiner Regierungszeit stand die Dynastie am Rande des Aussterbens. Álmos, Kolomans Bruder war gestorben und sein Sohn, Béla noch nicht geboren; Stephan selbst hatte keine Kinder, und Koloman hatte auch keine weiteren ehelichen Söhne. Neben dem König lebte nur ein einziges Mitglied der Familie: der geblendete Béla. In den weiblichen Zweigen lebten jedoch mehrere Nachkommen, wie zum Beispiel Saul, den Stephan zu seinem Nachfolger ernannte. So hätte die Regierung des Koloman-Zweiges weiterhin garantiert werden können, doch es kam anders.
Nach dem Tod von Stephan II. entschieden die Waffen die Nachfolgerfrage und der geblendete Béla II. wurde König von Ungarn. Damit endete die Regierung des Koloman-Zweigs.
Herrscher des Koloman-Zweigs:
- Koloman der Buchkundige
- Stephan II.

## Der Álmos-Zweig (1131–1196)
Während des 12. Jahrhunderts regierten Ungarn die Nachkommen des von Koloman geblendeten Álmos. Das war die Zeit, als Ungarn als aktives Mitglied der europäischen Politik erschien, doch die Macht der Könige war ständig von Thronforderungen gefährdet, die sowohl von innerhalb als auch außerhalb des Zweiges kamen. Béla der Blinde erstickte seinen Kummer im Alkohol, während sein Sohn seine militärische Macht nicht richtig einschätzen konnte und die Kapazitäten des Landes überforderte. Béla III. organisierte die erste Kanzlei und regierte ein Ungarn, das in jener Zeit Großmacht geworden war.
Árpádenherrscher des Álmos-Zweiges:
- Béla II. der Blinde
- Géza II.
- Stephan III.
- Ladislaus II., Gegenkönig
- Stephan IV., Gegenkönig
- Béla III.

## Der Imre (Emmerich)- Zweig (1196–1205)
Die zwei Könige des Zweiges regierten Ungarn neun Jahre lang.
Béla III. vermachte in seinem Testament das Land Emmerich, doch dessen Bruder Andreas, dem Béla viele Ländereien übergab und dem der alte König befahl, an Kreuzzügen teilzunehmen, bekämpfte seinen Bruder. Der Papst forderte Andreas auf, den Zwist zu beenden, doch nachdem Andreas seinen Bruder besiegt hatte, richtete er sein eigenes Königreich in Dalmatien ein. Von da aus attackierte er mehrmals das ungarische Königreich. Emmerich ließ deswegen seinen Sohn frühzeitig krönen.
Als König Emmerich 1204 starb, war sein Sohn Ladislaus erst vier oder fünf Jahre alt. Für ihn regierte sein Onkel, Andreas II. Die Umstände von Ladislaus’ III. Tod 1205 sind nicht geklärt. Manche behaupten, Andreas hätte dabei eine Rolle gespielt.
Die Herrscher des Emmerich-Zweiges:
- Emmerich
- Ladislaus III.

## Der András II. (Andreas II.)-Zweig (1205–1301)
Das Schlusskapitel der 450 Jahre Árpádenherrschaft sind jene 96 Jahre, die das Land unter der Regierung Andreas’ II. und seiner Nachkommen erlebte. Fast das ganze 13. Jahrhundert dauerte ihre Herrschaft. Die wichtigsten Elemente sind die Herrschaft der Meranier, die Goldene Bulle, die Tatareninvasion und danach der Wiederaufbau des Landes, die Errichtung von Burgen und Städten und die allmähliche Auflösung der königlichen Macht. Als Andreas III. 1301 starb, starb mit ihm die Árpádendynastie aus. In Ungarn begann das 14. Jahrhundert mit einer feudalen Anarchie.
Herrscher des Andreas II.-Zweiges:
- Andreas II.
- Béla IV.
- Stephan V.
- Ladislaus IV.
- Andreas III.

## Heilige der Dynastie
Kanonisierte Mitglieder der Familie:
- Stephan I. der Heilige
- Gisela, Stephans Ehefrau
- Emmerich, der Heilige, Stephans I. früh gestorbener Sohn, Prinz von Ungarn
- Ladislaus I.
- Piroska (Eiréne) die Heilige, Tochter von Ladislaus I.
- Elisabeth
- Kinga die Heilige
- Yolanda die Heilige
- Margarethe die Heilige, Tochter von Béla IV., Namensgeber der Budapester Margareteninsel
- Agnes die Heilige oder Agnes von Prag

## Genealogie

### Stammtafel
|                                               |                                               |                                               |                                               |                                               |                                               |                              |                              |                                           |                                           | (I) Großfürst Árpád (895–907)             |                                           |                                           |                                           |                           |                           |                               |                               |                               |                               |                               |                               |  |  |  |  |  |  |  |  |  |  |  |  |  |  |  |  |  |  |
|                                               |                                               |                                               |                                               |                                               |                                               |                              |                              |                                           |                                           |                                           |                                           |                                           |                                           |                           |                           |                               |                               |                               |                               |                               |                               |  |  |  |  |  |  |  |  |  |  |  |  |  |  |  |  |  |  |
|                                               |                                               |                                               |                                               |                                               |                                               |                              |                              |                                           |                                           | (II) Solt/Szabolcs (907–940?)             |                                           |                                           |                                           |                           |                           |                               |                               |                               |                               |                               |                               |  |  |  |  |  |  |  |  |  |  |  |  |  |  |  |  |  |  |
|                                               |                                               |                                               |                                               |                                               |                                               |                              |                              |                                           |                                           |                                           |                                           |                                           |                                           |                           |                           |                               |                               |                               |                               |                               |                               |  |  |  |  |  |  |  |  |  |  |  |  |  |  |  |  |  |  |
|                                               |                                               |                                               |                                               |                                               |                                               |                              |                              |                                           |                                           | (III) Taksony (955?–972)                  |                                           |                                           |                                           |                           |                           |                               |                               |                               |                               |                               |                               |  |  |  |  |  |  |  |  |  |  |  |  |  |  |  |  |  |  |
|                                               |                                               |                                               |                                               |                                               |                                               |                              |                              |                                           |                                           |                                           |                                           |                                           |                                           |                           |                           |                               |                               |                               |                               |                               |                               |  |  |  |  |  |  |  |  |  |  |  |  |  |  |  |  |  |  |
|                                               |                                               |                                               |                                               |                                               |                                               |                              |                              |                                           |                                           |                                           |                                           |                                           |                                           |                           |                           |                               |                               |                               |                               |                               |                               |  |  |  |  |  |  |  |  |  |  |  |  |  |  |  |  |  |  |
|                                               |                                               |                                               |                                               | (IV) Géza (972–997)                           | (IV) Géza (972–997)                           | (IV) Géza (972–997)          | (IV) Géza (972–997)          | (IV) Géza (972–997)                       | (IV) Géza (972–997)                       |                                           |                                           |                                           |                                           |                           |                           | Mihail                        | Mihail                        | Mihail                        | Mihail                        | Mihail                        | Mihail                        |  |  |  |  |  |  |  |  |  |  |  |  |  |  |  |  |  |  |
|                                               |                                               |                                               |                                               | (IV) Géza (972–997)                           | (IV) Géza (972–997)                           | (IV) Géza (972–997)          | (IV) Géza (972–997)          | (IV) Géza (972–997)                       | (IV) Géza (972–997)                       |                                           |                                           |                                           |                                           |                           |                           | Mihail                        | Mihail                        | Mihail                        | Mihail                        | Mihail                        | Mihail                        |  |  |  |  |  |  |  |  |  |  |  |  |  |  |  |  |  |  |
|                                               |                                               |                                               |                                               |                                               |                                               |                              |                              |                                           |                                           |                                           |                                           |                                           |                                           |                           |                           |                               |                               |                               |                               |                               |                               |  |  |  |  |  |  |  |  |  |  |  |  |  |  |  |  |  |  |
| Unbekannte Tochter                            | Unbekannte Tochter                            | Unbekannte Tochter                            | Unbekannte Tochter                            | Unbekannte Tochter                            | Unbekannte Tochter                            |                              |                              | Stephan I. (V) (997–1000) (1) (1000–1038) | Stephan I. (V) (997–1000) (1) (1000–1038) | Stephan I. (V) (997–1000) (1) (1000–1038) | Stephan I. (V) (997–1000) (1) (1000–1038) | Stephan I. (V) (997–1000) (1) (1000–1038) | Stephan I. (V) (997–1000) (1) (1000–1038) |                           |                           | Vazul                         | Vazul                         | Vazul                         | Vazul                         | Vazul                         | Vazul                         |  |  |  |  |  |  |  |  |  |  |  |  |  |  |  |  |  |  |
| Unbekannte Tochter                            | Unbekannte Tochter                            | Unbekannte Tochter                            | Unbekannte Tochter                            | Unbekannte Tochter                            | Unbekannte Tochter                            |                              |                              | Stephan I. (V) (997–1000) (1) (1000–1038) | Stephan I. (V) (997–1000) (1) (1000–1038) | Stephan I. (V) (997–1000) (1) (1000–1038) | Stephan I. (V) (997–1000) (1) (1000–1038) | Stephan I. (V) (997–1000) (1) (1000–1038) | Stephan I. (V) (997–1000) (1) (1000–1038) |                           |                           | Vazul                         | Vazul                         | Vazul                         | Vazul                         | Vazul                         | Vazul                         |  |  |  |  |  |  |  |  |  |  |  |  |  |  |  |  |  |  |
|                                               |                                               |                                               |                                               |                                               |                                               |                              |                              |                                           |                                           |                                           |                                           |                                           |                                           |                           |                           |                               |                               |                               |                               |                               |                               |  |  |  |  |  |  |  |  |  |  |  |  |  |  |  |  |  |  |
| Peter Orseolo (2) (1038–1041) (3) (1044–1046) | Peter Orseolo (2) (1038–1041) (3) (1044–1046) | Peter Orseolo (2) (1038–1041) (3) (1044–1046) | Peter Orseolo (2) (1038–1041) (3) (1044–1046) | Peter Orseolo (2) (1038–1041) (3) (1044–1046) | Peter Orseolo (2) (1038–1041) (3) (1044–1046) |                              |                              | (4) Andreas I. (1046–1060)                | (4) Andreas I. (1046–1060)                | (4) Andreas I. (1046–1060)                | (4) Andreas I. (1046–1060)                | (4) Andreas I. (1046–1060)                | (4) Andreas I. (1046–1060)                |                           |                           |                               |                               |                               |                               |                               |                               |  |  |  |  |  |  |  |  |  |  |  |  |  |  |  |  |  |  |
| Peter Orseolo (2) (1038–1041) (3) (1044–1046) | Peter Orseolo (2) (1038–1041) (3) (1044–1046) | Peter Orseolo (2) (1038–1041) (3) (1044–1046) | Peter Orseolo (2) (1038–1041) (3) (1044–1046) | Peter Orseolo (2) (1038–1041) (3) (1044–1046) | Peter Orseolo (2) (1038–1041) (3) (1044–1046) |                              |                              | (4) Andreas I. (1046–1060)                | (4) Andreas I. (1046–1060)                | (4) Andreas I. (1046–1060)                | (4) Andreas I. (1046–1060)                | (4) Andreas I. (1046–1060)                | (4) Andreas I. (1046–1060)                |                           |                           | (5) Béla I. (1060–1063)       |                               |                               |                               |                               |                               |  |  |  |  |  |  |  |  |  |  |  |  |  |  |  |  |  |  |
|                                               |                                               |                                               |                                               |                                               |                                               |                              |                              | (6) Salomon (1063–1074)                   |                                           |                                           |                                           |                                           |                                           |                           |                           |                               |                               |                               |                               |                               |                               |  |  |  |  |  |  |  |  |  |  |  |  |  |  |  |  |  |  |
|                                               |                                               |                                               |                                               |                                               |                                               |                              |                              |                                           |                                           |                                           |                                           |                                           |                                           |                           |                           |                               |                               |                               |                               |                               |                               |  |  |  |  |  |  |  |  |  |  |  |  |  |  |  |  |  |  |
|                                               |                                               |                                               |                                               |                                               |                                               |                              |                              |                                           |                                           |                                           |                                           |                                           |                                           |                           |                           |                               |                               |                               |                               |                               |                               |  |  |  |  |  |  |  |  |  |  |  |  |  |  |  |  |  |  |
|                                               |                                               |                                               |                                               |                                               |                                               |                              |                              | (7) Géza I. (1074–1077)                   | (7) Géza I. (1074–1077)                   | (7) Géza I. (1074–1077)                   | (7) Géza I. (1074–1077)                   | (7) Géza I. (1074–1077)                   | (7) Géza I. (1074–1077)                   |                           |                           | (8) Ladislaus I. (1077–1095)  | (8) Ladislaus I. (1077–1095)  | (8) Ladislaus I. (1077–1095)  | (8) Ladislaus I. (1077–1095)  | (8) Ladislaus I. (1077–1095)  | (8) Ladislaus I. (1077–1095)  |  |  |  |  |  |  |  |  |  |  |  |  |  |  |  |  |  |  |
|                                               |                                               |                                               |                                               |                                               |                                               |                              |                              | (7) Géza I. (1074–1077)                   | (7) Géza I. (1074–1077)                   | (7) Géza I. (1074–1077)                   | (7) Géza I. (1074–1077)                   | (7) Géza I. (1074–1077)                   | (7) Géza I. (1074–1077)                   |                           |                           | (8) Ladislaus I. (1077–1095)  | (8) Ladislaus I. (1077–1095)  | (8) Ladislaus I. (1077–1095)  | (8) Ladislaus I. (1077–1095)  | (8) Ladislaus I. (1077–1095)  | (8) Ladislaus I. (1077–1095)  |  |  |  |  |  |  |  |  |  |  |  |  |  |  |  |  |  |  |
|                                               |                                               |                                               |                                               |                                               |                                               |                              |                              |                                           |                                           |                                           |                                           |                                           |                                           |                           |                           |                               |                               |                               |                               |                               |                               |  |  |  |  |  |  |  |  |  |  |  |  |  |  |  |  |  |  |
|                                               |                                               |                                               |                                               | (9) Koloman (1095–1116)                       | (9) Koloman (1095–1116)                       | (9) Koloman (1095–1116)      | (9) Koloman (1095–1116)      | (9) Koloman (1095–1116)                   | (9) Koloman (1095–1116)                   |                                           |                                           | Fürst Álmos                               | Fürst Álmos                               | Fürst Álmos               | Fürst Álmos               | Fürst Álmos                   | Fürst Álmos                   |                               |                               |                               |                               |  |  |  |  |  |  |  |  |  |  |  |  |  |  |  |  |  |  |
|                                               |                                               |                                               |                                               | (9) Koloman (1095–1116)                       | (9) Koloman (1095–1116)                       | (9) Koloman (1095–1116)      | (9) Koloman (1095–1116)      | (9) Koloman (1095–1116)                   | (9) Koloman (1095–1116)                   |                                           |                                           | Fürst Álmos                               | Fürst Álmos                               | Fürst Álmos               | Fürst Álmos               | Fürst Álmos                   | Fürst Álmos                   |                               |                               |                               |                               |  |  |  |  |  |  |  |  |  |  |  |  |  |  |  |  |  |  |
|                                               |                                               |                                               |                                               | (10) Stephan II. (1116–1131)                  | (10) Stephan II. (1116–1131)                  | (10) Stephan II. (1116–1131) | (10) Stephan II. (1116–1131) | (10) Stephan II. (1116–1131)              | (10) Stephan II. (1116–1131)              |                                           |                                           | (11) Béla II. (1131–1141)                 | (11) Béla II. (1131–1141)                 | (11) Béla II. (1131–1141) | (11) Béla II. (1131–1141) | (11) Béla II. (1131–1141)     | (11) Béla II. (1131–1141)     |                               |                               |                               |                               |  |  |  |  |  |  |  |  |  |  |  |  |  |  |  |  |  |  |
|                                               |                                               |                                               |                                               | (10) Stephan II. (1116–1131)                  | (10) Stephan II. (1116–1131)                  | (10) Stephan II. (1116–1131) | (10) Stephan II. (1116–1131) | (10) Stephan II. (1116–1131)              | (10) Stephan II. (1116–1131)              |                                           |                                           | (11) Béla II. (1131–1141)                 | (11) Béla II. (1131–1141)                 | (11) Béla II. (1131–1141) | (11) Béla II. (1131–1141) | (11) Béla II. (1131–1141)     | (11) Béla II. (1131–1141)     |                               |                               |                               |                               |  |  |  |  |  |  |  |  |  |  |  |  |  |  |  |  |  |  |
|                                               |                                               |                                               |                                               |                                               |                                               |                              |                              |                                           |                                           |                                           |                                           |                                           |                                           |                           |                           |                               |                               |                               |                               |                               |                               |  |  |  |  |  |  |  |  |  |  |  |  |  |  |  |  |  |  |
| (12) Géza II. (1141–1162)                     | (12) Géza II. (1141–1162)                     | (12) Géza II. (1141–1162)                     | (12) Géza II. (1141–1162)                     | (12) Géza II. (1141–1162)                     | (12) Géza II. (1141–1162)                     |                              |                              | (13) Ladislaus II. (1162–1163)            | (13) Ladislaus II. (1162–1163)            | (13) Ladislaus II. (1162–1163)            | (13) Ladislaus II. (1162–1163)            | (13) Ladislaus II. (1162–1163)            | (13) Ladislaus II. (1162–1163)            |                           |                           | (14) Stephan IV. (1163–1164)  | (14) Stephan IV. (1163–1164)  | (14) Stephan IV. (1163–1164)  | (14) Stephan IV. (1163–1164)  | (14) Stephan IV. (1163–1164)  | (14) Stephan IV. (1163–1164)  |  |  |  |  |  |  |  |  |  |  |  |  |  |  |  |  |  |  |
| (12) Géza II. (1141–1162)                     | (12) Géza II. (1141–1162)                     | (12) Géza II. (1141–1162)                     | (12) Géza II. (1141–1162)                     | (12) Géza II. (1141–1162)                     | (12) Géza II. (1141–1162)                     |                              |                              | (13) Ladislaus II. (1162–1163)            | (13) Ladislaus II. (1162–1163)            | (13) Ladislaus II. (1162–1163)            | (13) Ladislaus II. (1162–1163)            | (13) Ladislaus II. (1162–1163)            | (13) Ladislaus II. (1162–1163)            |                           |                           | (14) Stephan IV. (1163–1164)  | (14) Stephan IV. (1163–1164)  | (14) Stephan IV. (1163–1164)  | (14) Stephan IV. (1163–1164)  | (14) Stephan IV. (1163–1164)  | (14) Stephan IV. (1163–1164)  |  |  |  |  |  |  |  |  |  |  |  |  |  |  |  |  |  |  |
|                                               |                                               |                                               |                                               |                                               |                                               |                              |                              |                                           |                                           |                                           |                                           |                                           |                                           |                           |                           |                               |                               |                               |                               |                               |                               |  |  |  |  |  |  |  |  |  |  |  |  |  |  |  |  |  |  |
| (15) Stephan III. (1162–1172)                 | (15) Stephan III. (1162–1172)                 | (15) Stephan III. (1162–1172)                 | (15) Stephan III. (1162–1172)                 | (15) Stephan III. (1162–1172)                 | (15) Stephan III. (1162–1172)                 |                              |                              | (16) Béla III. (1172–1196)                | (16) Béla III. (1172–1196)                | (16) Béla III. (1172–1196)                | (16) Béla III. (1172–1196)                | (16) Béla III. (1172–1196)                | (16) Béla III. (1172–1196)                |                           |                           |                               |                               |                               |                               |                               |                               |  |  |  |  |  |  |  |  |  |  |  |  |  |  |  |  |  |  |
| (15) Stephan III. (1162–1172)                 | (15) Stephan III. (1162–1172)                 | (15) Stephan III. (1162–1172)                 | (15) Stephan III. (1162–1172)                 | (15) Stephan III. (1162–1172)                 | (15) Stephan III. (1162–1172)                 |                              |                              | (16) Béla III. (1172–1196)                | (16) Béla III. (1172–1196)                | (16) Béla III. (1172–1196)                | (16) Béla III. (1172–1196)                | (16) Béla III. (1172–1196)                | (16) Béla III. (1172–1196)                |                           |                           |                               |                               |                               |                               |                               |                               |  |  |  |  |  |  |  |  |  |  |  |  |  |  |  |  |  |  |
|                                               |                                               |                                               |                                               |                                               |                                               |                              |                              |                                           |                                           |                                           |                                           |                                           |                                           |                           |                           |                               |                               |                               |                               |                               |                               |  |  |  |  |  |  |  |  |  |  |  |  |  |  |  |  |  |  |
| (17) Emmerich (1196–1204)                     | (17) Emmerich (1196–1204)                     | (17) Emmerich (1196–1204)                     | (17) Emmerich (1196–1204)                     | (17) Emmerich (1196–1204)                     | (17) Emmerich (1196–1204)                     |                              |                              | (19) Andreas II. (1205–1235)              | (19) Andreas II. (1205–1235)              | (19) Andreas II. (1205–1235)              | (19) Andreas II. (1205–1235)              | (19) Andreas II. (1205–1235)              | (19) Andreas II. (1205–1235)              |                           |                           |                               |                               |                               |                               |                               |                               |  |  |  |  |  |  |  |  |  |  |  |  |  |  |  |  |  |  |
| (17) Emmerich (1196–1204)                     | (17) Emmerich (1196–1204)                     | (17) Emmerich (1196–1204)                     | (17) Emmerich (1196–1204)                     | (17) Emmerich (1196–1204)                     | (17) Emmerich (1196–1204)                     |                              |                              | (19) Andreas II. (1205–1235)              | (19) Andreas II. (1205–1235)              | (19) Andreas II. (1205–1235)              | (19) Andreas II. (1205–1235)              | (19) Andreas II. (1205–1235)              | (19) Andreas II. (1205–1235)              |                           |                           |                               |                               |                               |                               |                               |                               |  |  |  |  |  |  |  |  |  |  |  |  |  |  |  |  |  |  |
|                                               |                                               |                                               |                                               |                                               |                                               |                              |                              |                                           |                                           |                                           |                                           |                                           |                                           |                           |                           |                               |                               |                               |                               |                               |                               |  |  |  |  |  |  |  |  |  |  |  |  |  |  |  |  |  |  |
| (18) Ladislaus III. (1204–1205)               | (18) Ladislaus III. (1204–1205)               | (18) Ladislaus III. (1204–1205)               | (18) Ladislaus III. (1204–1205)               | (18) Ladislaus III. (1204–1205)               | (18) Ladislaus III. (1204–1205)               |                              |                              | (20) Béla IV. (1235–1270)                 | (20) Béla IV. (1235–1270)                 | (20) Béla IV. (1235–1270)                 | (20) Béla IV. (1235–1270)                 | (20) Béla IV. (1235–1270)                 | (20) Béla IV. (1235–1270)                 |                           |                           |                               |                               |                               |                               |                               |                               |  |  |  |  |  |  |  |  |  |  |  |  |  |  |  |  |  |  |
| (18) Ladislaus III. (1204–1205)               | (18) Ladislaus III. (1204–1205)               | (18) Ladislaus III. (1204–1205)               | (18) Ladislaus III. (1204–1205)               | (18) Ladislaus III. (1204–1205)               | (18) Ladislaus III. (1204–1205)               |                              |                              | (20) Béla IV. (1235–1270)                 | (20) Béla IV. (1235–1270)                 | (20) Béla IV. (1235–1270)                 | (20) Béla IV. (1235–1270)                 | (20) Béla IV. (1235–1270)                 | (20) Béla IV. (1235–1270)                 |                           |                           | Prinz Stephan                 |                               |                               |                               |                               |                               |  |  |  |  |  |  |  |  |  |  |  |  |  |  |  |  |  |  |
|                                               |                                               |                                               |                                               |                                               |                                               |                              |                              | (21) Stephan V. (1270–1272)               |                                           |                                           |                                           |                                           |                                           |                           |                           |                               |                               |                               |                               |                               |                               |  |  |  |  |  |  |  |  |  |  |  |  |  |  |  |  |  |  |
|                                               |                                               |                                               |                                               |                                               |                                               |                              |                              |                                           |                                           |                                           |                                           |                                           |                                           |                           |                           |                               |                               |                               |                               |                               |                               |  |  |  |  |  |  |  |  |  |  |  |  |  |  |  |  |  |  |
|                                               |                                               |                                               |                                               |                                               |                                               |                              |                              | (22) Ladislaus IV. (1272–1290)            | (22) Ladislaus IV. (1272–1290)            | (22) Ladislaus IV. (1272–1290)            | (22) Ladislaus IV. (1272–1290)            | (22) Ladislaus IV. (1272–1290)            | (22) Ladislaus IV. (1272–1290)            |                           |                           | (23) Andreas III. (1290–1301) | (23) Andreas III. (1290–1301) | (23) Andreas III. (1290–1301) | (23) Andreas III. (1290–1301) | (23) Andreas III. (1290–1301) | (23) Andreas III. (1290–1301) |  |  |  |  |  |  |  |  |  |  |  |  |  |  |  |  |  |  |

Die römischen Zahlen in Klammern bezeichnen die Großfürsten (I.–V.), die arabischen Zahlen (1.–23.) die Könige.
Siehe auch: Liste der Herrscher von Ungarn